# Bleon Kurtulus
Bleon Kurtulus, född 24 juni 2007 är en svensk-kosvansk fotbollsspelare (försvarare) som spelar för Halmstads BK i Allsvenskan. Han är yngre bror till fotbollsspelaren Edvin Kurtulus.

## Klubblagskarriär
Bleon Kurtulus moderklubb är Halmstads BK. Efter att ha etablerat sig i klubbens P19-lag redan som 15-åring skrev Kurtulus på sitt första A-lagskontrakt med klubben sommaren 2023, bara dagar innan han fyllde 16 år. A-lagsdebuten kom samma dag i träningsmatchen mot Kalmar FF den 21 juni 2023. Han hade dessförinnan ryktats vara nära en utlandsflytt till italienska Roma.
Inför säsongen 2024 tog Kurtulus permanent klivet upp i HBK:s A-lag. 16 år gammal kom också den allsvenska debuten då Kurtulus fick hoppa in i 2-1-segern mot Hammarby IF den 25 april 2024. Debuten blev extra speciell då han ställdes mot sin storebror Edvin Kurtulus. Bröderna förenades efter slutsignalen i en känslofylld kram, där tårar även fälldes. Dagen därpå ryktades flera svenska och utländska klubbar visa intresse för Kurtulus, däribland det Hammarby IF han debuterat mot.

## Landslagskarriär
Bleon Kurtulus har representerat Sveriges U17-landslag. Förutom Sverige har han även möjlighet att spela landslagsfotboll för Albanien, Kosovo och Turkiet.
Debuten i landslagströjan inträffade den 6 oktober 2022 när P15-landslaget förlorade med 0-3 mot Norge. Trots resultatet etablerade sig Kurtulus snabbt som en ordinarie spelare i P07-landslaget och mindre än två år senare var han med om att föra landet till U17-EM 2024.

## Statistik
| Klubb              | Säsong             | Liga               | Liga    | Liga | Nationell cup | Nationell cup | Internationell cup | Internationell cup | Övrigt  | Övrigt | Totalt  | Totalt |
| Klubb              | Säsong             | Division           | Matcher | Mål  | Matcher       | Mål           | Matcher            | Mål                | Matcher | Mål    | Matcher | Mål    |
| ------------------ | ------------------ | ------------------ | ------- | ---- | ------------- | ------------- | ------------------ | ------------------ | ------- | ------ | ------- | ------ |
| Halmstads BK       | 2023               | Allsvenskan        | 2       | 0    | 0             | 0             | -                  | -                  | -       | -      | 2       | 0      |
| Totalt i karriären | Totalt i karriären | Totalt i karriären | 2       | 0    | 0             | 0             | 0                  | 0                  | 0       | 0      | 2       | 0      |

## Personligt
Bleon Kurtulus äldre bröder Edvin Kurtulus och Egon Kurtulus är båda fotbollsspelare. Bröderna är födda i Sverige men har en mamma från Kosovo. Deras farföräldrar kommer ursprungligen från Albanien men flyttade via Kosovo till Turkiet och därefter Sverige på 1960-talet, där deras pappa föddes.